# Бурундуци
Бурундуците (Tamias) са род малки бозайници от семейство катерицови (Sciuridae) с характерни ивици по гърба. С изключение на един вид, живеещ в Азия, всички останали обитават Северна Америка. 

## Начин на живот
Тези дребни бозайници изпълняват няколко важни функции в горските екосистеми. Техните дейности – прибиране на реколтата и презапасяването със семена от дърветата играят ключова роля в поддържането на равновесието в природата. Те консумират много различни видове гъби, включително и тези, участващи в симбиоза с дървета и са важен фактор за разпространение на спорите на подземни труфели, които са съвместно еволюирали с тези и други подобни бозайници.
Бурундуците играят важна роля като плячка за различни агресивни бозайници и птици, но също така и те са хищници понякога, особено по отношение на яйца на птици и току-що излюпилите се пиленца.
Тези катерици изграждат просторни дупки, които могат да бъдат повече от 3,5 m дължина с няколко добре скрити входове. В спалните помещения се поддържат изключително чисти, а черупките и изпражненията се съхраняват в отпадъчни тунели.

## Хранене
Бурундуците са всеядни. Храната им може да бъде зърна, ядки, плодове (ягоди, малини, боровинки, къпини), яйца на птици, малки жаби, гъби, насекоми и понякога малки бозайници като млади мишки. В началото на есента, много от видовете започват да складират хранителни запаси в своите дупки за зимата. Други видове правят множество малки скривалища с храна. Тези два вида поведение се наричат скрито презапасяване и разпръснато презапасяване. Тези, които се презапасяват скрито остават в своите гнезда до пролетта. Торбичките на бузите им помагат да носят голямо количество храна то техните дупки, независимо дали е за складиране или консумиране.

## Размножаване
Източните бурундуци се размножават 2 пъти годишно – рано пролетта и после рано лятото, като ражда по 4,5 малки. Западните бурундуци се размножават само веднъж всяка година. Малкото излиза от дупката след около шест седмици а след още около две започва да се грижи само за себе си.

## Класификация
Подрод Eutamias
- Eutamias sibiricus, Азиатски бурундук

Подрод Tamias
- †Tamias aristus
- Tamias striatus

Подрод Neotamias
- Neotamias senex
- Neotamias alpinus
- Neotamias bulleri
- Neotamias obscurus
- Neotamias dorsalis
- Neotamias quadrivittatus
- Neotamias durangae
- Neotamias cinereicollis
- Neotamias canipes
- Neotamias rufus
- Neotamias minimus
- Neotamias speciosus
- Neotamias quadrimaculatus
- Neotamias palmeri
- Neotamias panamintinus
- Neotamias merriami
- Neotamias ruficaudus
- Neotamias siskiyou
- Neotamias sonomae
- Neotamias townsendii
- Neotamias umbrinus
- Neotamias ochrogenys
- Neotamias amoenus